# Pudong
Pudong (en chino, 浦东; pinyin, Pǔdōng) oficialmente Nuevo distrito de Pudong (en chino, 浦東新区; pinyin, Pǔdōng Xīn Qū) es el distrito financiero de la ciudad china de Shanghái.
Desde el comienzo de su desarrollo en 1990, Ha emergido como un importante centro financiero y comercial en China. Es la sede de la Bolsa de Shanghái, el mayor mercado de valores del país asiático, contando con un panorámica que incluye los edificios Oriental Pearl Tower, el Jin Mao Tower y el Shanghai World Financial Center, símbolos del desarrollo económico chino en la actualidad. Se administra como Nueva área poseyendo privilegios que fomentan el comercio de tipo capitalista.

## División administrativa
Pudong se divide en 37 pueblos que se administran en 13 subdistritos y 24 poblados.
| Nombre         | Chino simplificado | Hanyu Pinyin            | Superficie (km²) |
| Subdistritos   | Subdistritos       | Subdistritos            | Subdistritos     |
| -------------- | ------------------ | ----------------------- | ---------------- |
| Weifang        | 潍坊新村街道       | Wéifāng Xīncūn Jiēdào   | 3.89             |
| Lujiazui       | 陆家嘴街道         | Lùjiāzuǐ Jiēdào         | 6.89             |
| Tangqiao       | 塘桥街道           | Tángqiáo Jiēdào         | 3.86             |
| Jinyang Xincun | 金杨新村街道       | Jīnyáng Xīncūn Jiēdào   | 8.02             |
| Zhoujiadu      | 周家渡街道         | Zhōujiādù Jiēdào        | 5.52             |
| Dongming       | 东明路街道         | Dōngmínglù Jiēdào       | 5.95             |
| Shanggang      | 上钢新村街道       | Shànggāng Xīncūn Jiēdào | 7.54             |
| Puxing         | 浦兴路街道         | Pǔxìnglù Jiēdào         | 6.25             |
| Huamu          | 花木街道           | Huāmù Jiēdào            | 20.93            |
| Hudong Xincun  | 沪东新村街道       | Hùdōng Xīncūn Jiēdào    | 5.51             |
| Nanmatou       | 南码头路街道       | Nánmǎtóulù Jiēdào       | 4.22             |
| Yangjing       | 洋泾街道           | Yángjīng Jiēdào         | 7.38             |
| Poblados       |                    |                         |                  |
| Chuanshaxin    | 川沙新镇           | Chuānshāxīn Zhèn        | 139.73           |
| Heqing         | 合庆镇             | Héqìng Zhèn             | 41.97            |
| Caolu          | 曹路镇             | Cáolù Zhèn              | 45.58            |
| Gaodong        | 高东镇             | Gāodōng Zhèn            | 36.24            |
| Gaoqiao        | 高桥镇             | Gāoqiáo Zhèn            | 38.73            |
| Gaohang        | 高行镇             | Gāoháng Zhèn            | 22.85            |
| Jinqiao        | 金桥镇             | Jīnqiáo Zhèn            | 25.28            |
| Zhangjiang     | 张江镇             | Zhāngjiāng Zhèn         | 42.10            |
| Tang           | 唐镇               | Tángzhèn                | 32.16            |
| Beicai         | 北蔡镇             | Běicài Zhèn             | 24.91            |
| Sanlin         | 三林镇             | Sānlín Zhèn             | 34.19            |
| Huinan         | 惠南镇             | Huìnán Zhèn             | 65.24            |
| Xinchang       | 新场镇             | Xīnchǎng Zhèn           | 54.30            |
| Datuan         | 大团镇             | Dàtuán Zhèn             | 50.45            |
| Zhoupu         | 周浦镇             | Zhōupǔ Zhèn             | 42.60            |
| Hangtou        | 航头镇             | Hángtóu Zhèn            | 60.40            |
| Kangqiao       | 康桥镇             | Kāngqiáo Zhèn           | 41.25            |
| Xuanqiao       | 宣桥镇             | Xuānqiáo Zhèn           | 45.78            |
| Zhuqiao        | 祝桥镇             | Zhùqiáo Zhèn            | 154.60           |
| Nicheng        | 泥城镇             | Níchéng Zhèn            | 61.50            |
| Shuyuan        | 书院镇             | Shūyuàn Zhèn            | 66.90            |
| Wanxiang       | 万祥镇             | Wànxiáng Zhèn           | 23.35            |
| Laogang        | 老港镇             | Lǎogǎng Zhèn            | 38.90            |

## Etimología y localización
Literalmente Pu Dong significa "Este del (Huang) pu" o "rivera del este". Se encuentra limitada por el río Huangpu al oeste y por el mar de China Oriental al este, frente a Puxi, al otro lado del río, la parte vieja de Shanghái. Hasta el año 1990 Shanghái ocupaba solo la parte al oeste del río. Desde entonces el gobierno chino se ha propuesto desarrollar la parte al este del río (Pu Dong), comenzando por un distrito financiero llamado Lujiazui. El ambicioso plan, las consultas a urbanistas internacionales y el rápido desarrollo de Lujiazui le han traído fama mundial a Pu Dong como nuevo centro financiero y comercial de China.

## Gobierno
Los distritos del municipio de Shanghái tienen administrativamente el mismo nivel que las prefecturas. Sin embargo, el gobierno de Pudong tiene el estatus equivalente a una subprovincia, un nivel más alto a las prefecturas, debido a la importancia financiera y el tamaño de la ciudad para el gobierno chino.

## Importancia como centro financiero

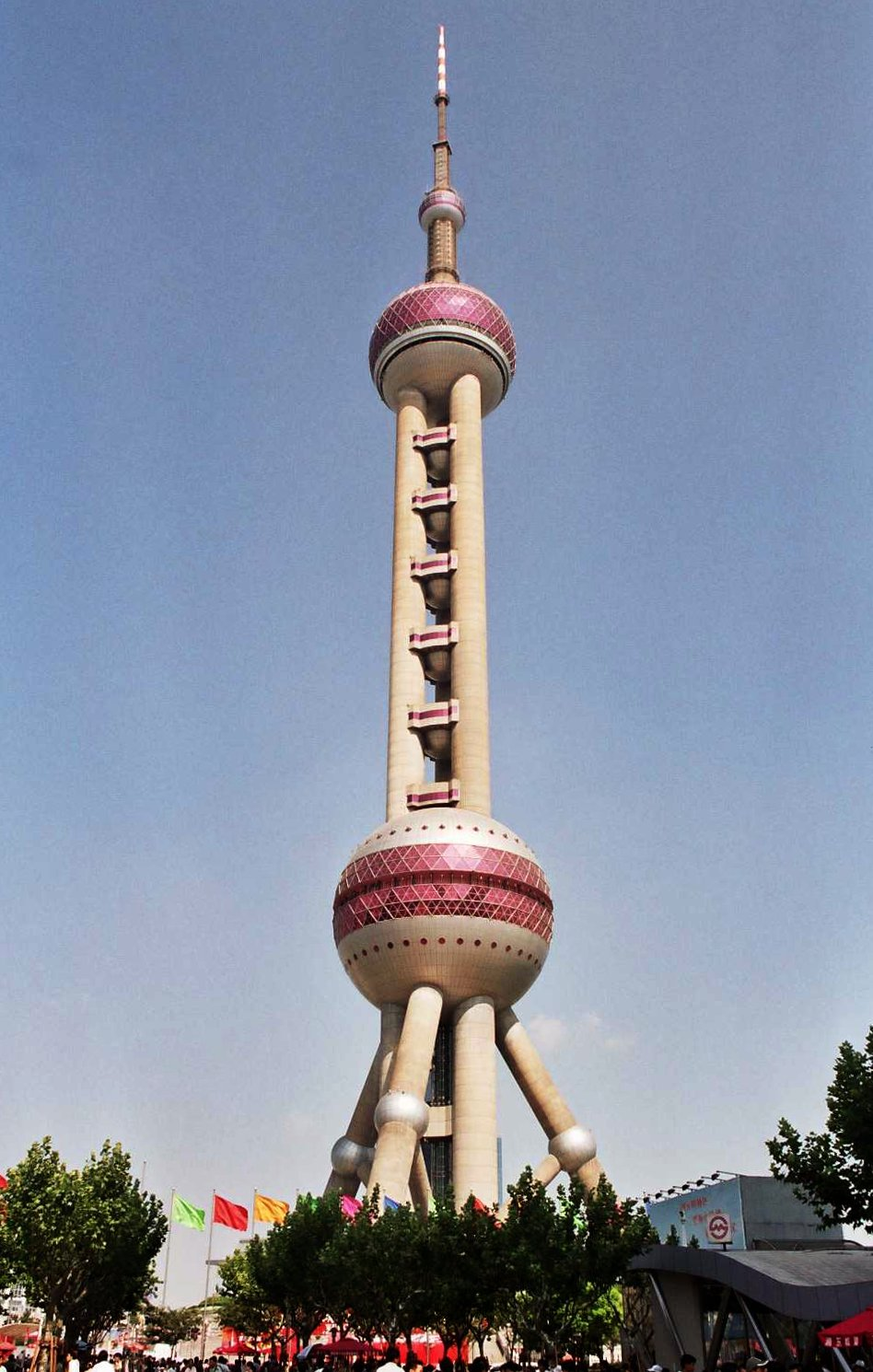
Oriental Pearl Tower, uno de los edificios emblemáticos de la ciudad.

Tras considerar el desarrollo urbanístico de algunos centros financieros en el mundo como el Manhattan neoyorquino, la City londinense o La Défense parisina, el gobierno chino buscó la asesoría francesa para convocar una consulta internacional. Arquitectos y urbanistas como Richard Rogers, Massimiliano Fuksas, Dominique Perrault y Toyō Itō, hicieron sus respectivas propuestas, que en términos generales no fueron bien acogidas por el gobierno chino. Al parecer se consideró que los modelos propuestos eran demasiado innovadores, por lo que se siguió una lógica más pragmática dando como resultado un distrito financiero muy similar al de cualquier gran ciudad occidental: grandes edificios, básicamente de oficinas, cada uno con una imagen diferenciada y queriendo llamar la atención. De entre ellos cabe destacar la Torre Jin Mao, con 420,5 metros repartidos en 88 plantas, el quinto rascacielos más alto del mundo, o el Oriental Pearl Tower, que cuenta con la tercera antena de televisión más alta del mundo, tras la de Toronto y Moscú.
La política de desarrollo económico ha atraído a grandes empresas. El gobierno definió a Pu Dong como una de las cuatro Zonas Económicas Especiales chinas, que se benefician de importantes incentivos tributarios. El producto interior bruto de Pudong alcanzó los 25 billones de dólares en 2005.

## Transporte

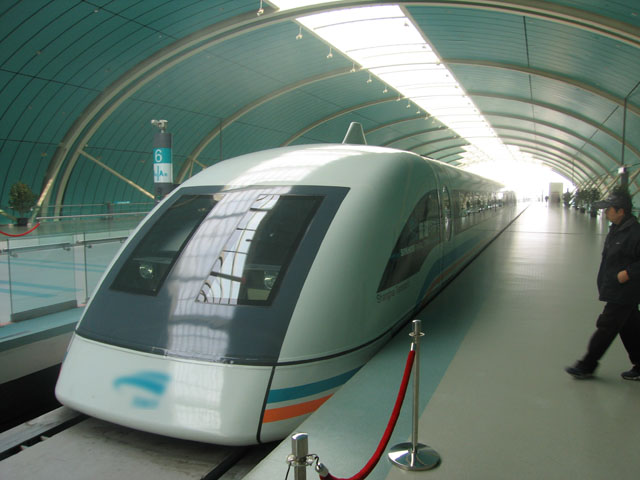
Tren de levitación magnética de Shanghái.

El Aeropuerto Internacional de Pudong fue inaugurado en 1999, el mismo año que abrió sus puertas el Metro de Shanghái, cuya línea 2 conecta Puxi con Pudong. cuenta además con un tren de levitación magnética operando desde 2004, trasladando pasajeros desde el aeropuerto y la estación de metro de LongYang Road.
Pudóng está conectado con Puxi por varios túneles y cuatro grandes puentes. Los primeros en construirse fueron el puente de Nanpu en 1991 y el puente de Yangpu en 1993. A estos les siguieron el Xupu en 1996 y el más reciente, el puente Lupu, que es el puente en arco más grande del mundo. Dos nuevos túneles que comunicarán Lujiazui con Puxi están en construcción.

## Galería de imágenes

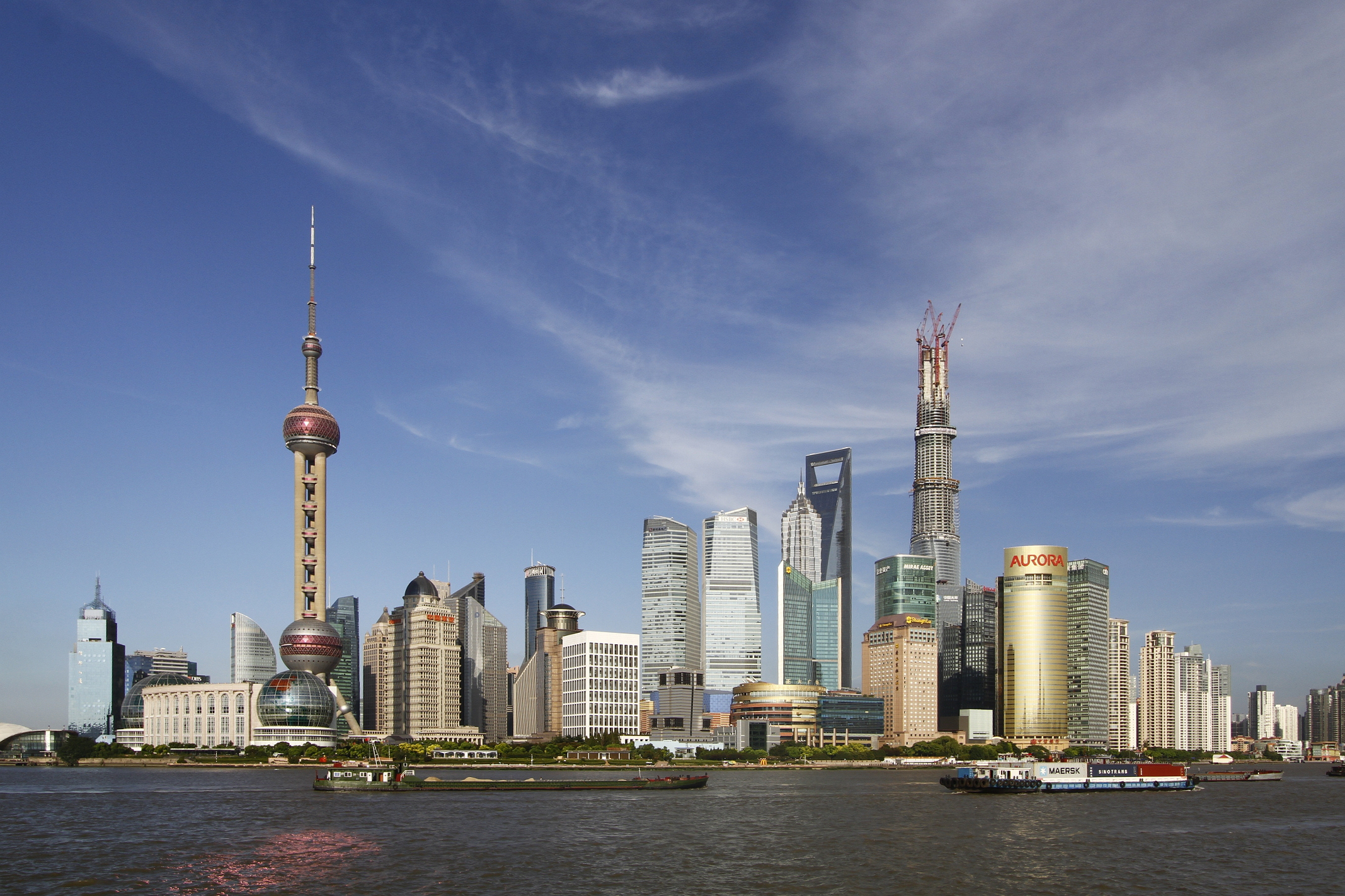
Lujiazui
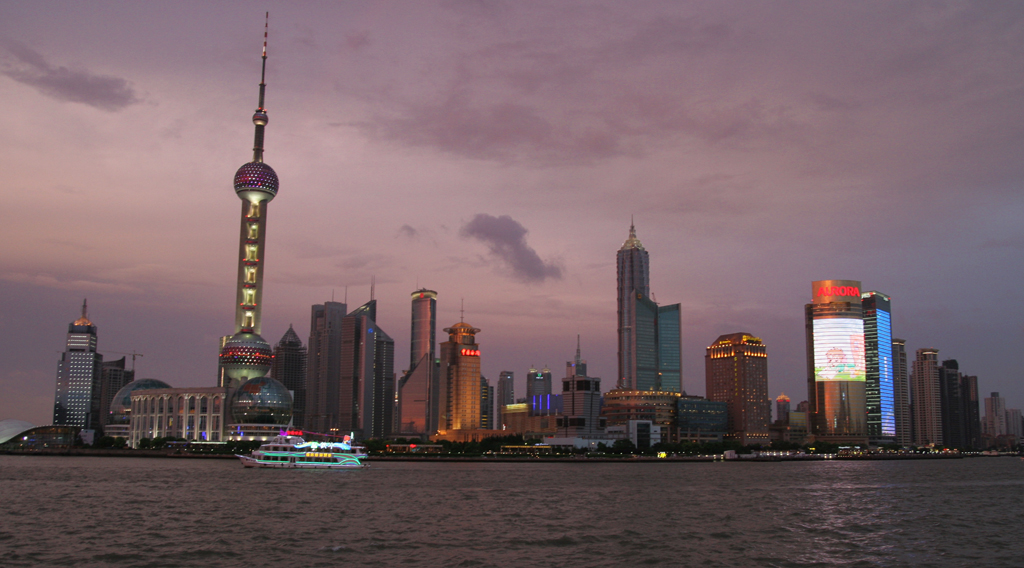
skyline de Shanghai Pudong
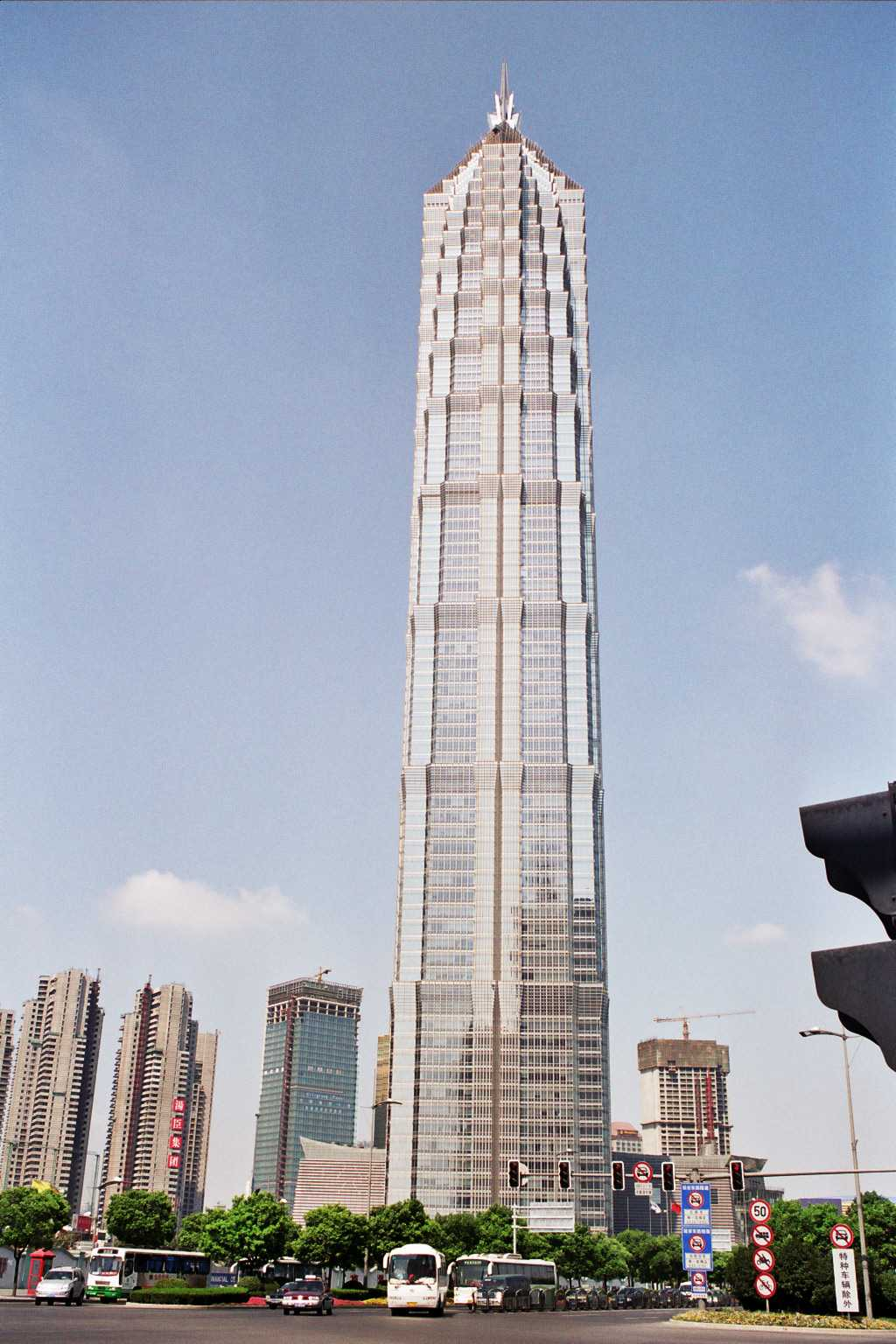
Edificio Jin Mao
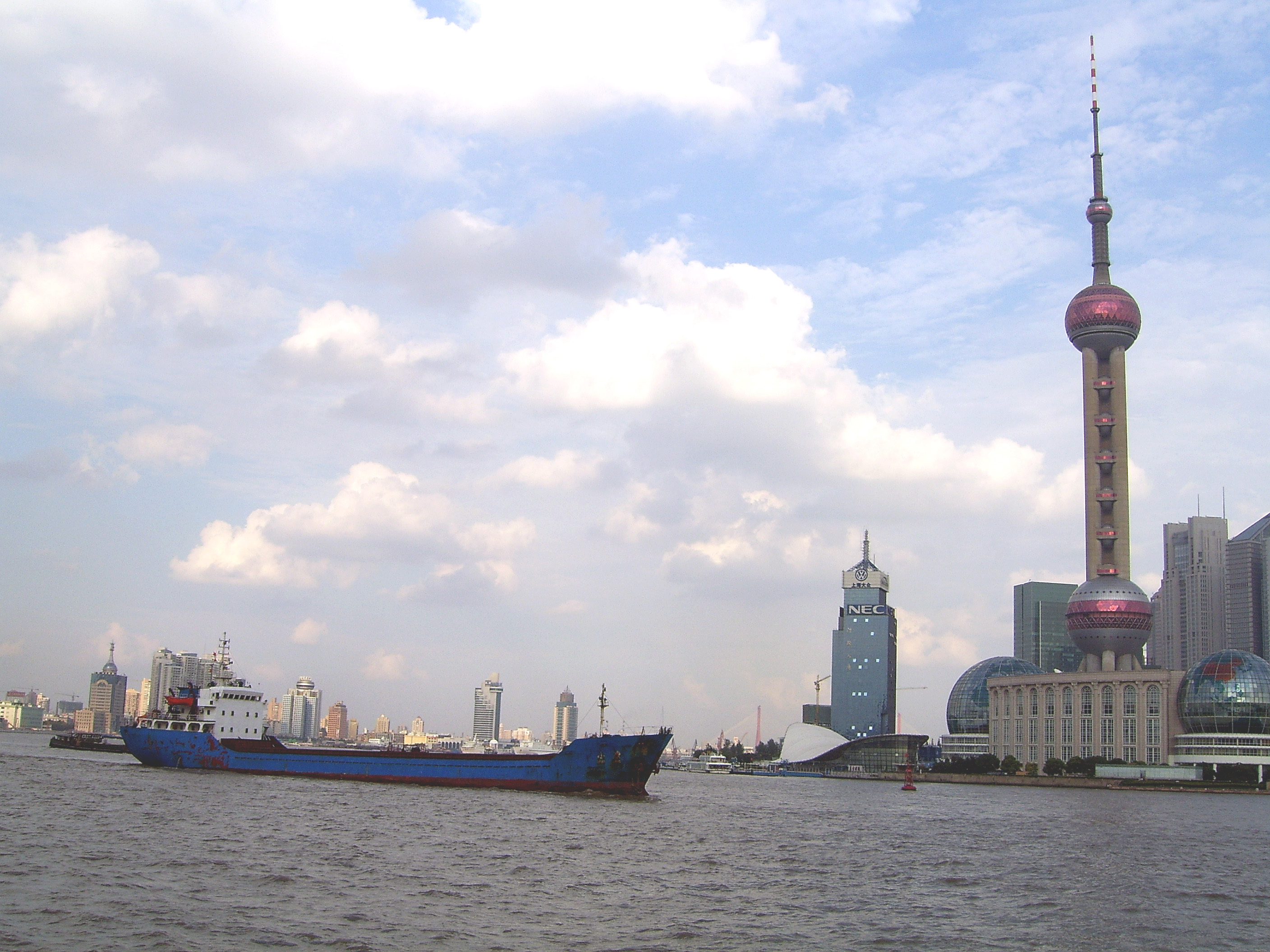
Pudong visto desde el río Huangpu
- Pudong por la noche (video)
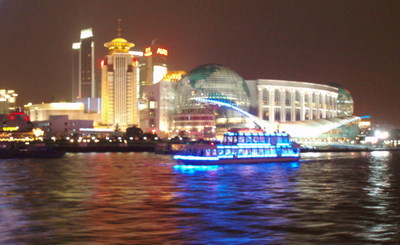
Pudong desde un crucero nocturno